# Polisportiva Nuovo Campobasso Calcio 2010-2011
Questa pagina raccoglie le informazioni riguardanti la Polisportiva Nuovo Campobasso Calcio nelle competizioni ufficiali della stagione 2010-2011.

## Rosa
| N. |                      | Ruolo | Calciatore          |
| -- | -------------------- | ----- | ------------------- |
|    | Italia (bandiera)    | P     | Mattia Ascani       |
|    | Italia (bandiera)    | P     | Claudio Furlan      |
|    | Italia (bandiera)    | P     | Alberto Marcato     |
|    | Italia (bandiera)    | D     | Antonio Barbato     |
|    | Australia (bandiera) | D     | Remo Capitani       |
|    | Italia (bandiera)    | D     | Stefano Di Fiordo   |
|    | Italia (bandiera)    | D     | Francesco Giusti    |
|    | Italia (bandiera)    | D     | Ugo Maglione        |
|    | Italia (bandiera)    | D     | Antonio Minadeo     |
|    | Italia (bandiera)    | D     | Donato Posillipo    |
|    | Italia (bandiera)    | D     | Pierluigi Scudieri  |
|    | Italia (bandiera)    | C     | Francesco Agresta   |
|    | Italia (bandiera)    | C     | Daniele Cacciaglia  |
|    | Italia (bandiera)    | C     | Emanuele Calamaio   |
|    | Italia (bandiera)    | C     | Andrea Cammarota    |
|    | Italia (bandiera)    | C     | Giacomo Chiazzolino |
|    | Italia (bandiera)    | C     | Enea Coppola        |

| N. |                    | Ruolo | Calciatore             |
| -- | ------------------ | ----- | ---------------------- |
|    | Italia (bandiera)  | C     | Albino Fazio           |
|    | Italia (bandiera)  | C     | Gianluca Gennarelli    |
|    | Italia (bandiera)  | C     | Matteo Monti           |
|    | Italia (bandiera)  | C     | Marco Sebartoli        |
|    | Italia (bandiera)  | C     | Giuseppe Todino        |
|    | Italia (bandiera)  | A     | Pietro Balistreri      |
|    | Italia (bandiera)  | A     | Manuel Conversi        |
|    | Brasile (bandiera) | A     | Sergio Cruz Pereira    |
|    | Italia (bandiera)  | A     | Carlo De Falco         |
|    | Italia (bandiera)  | A     | Marco De Souza         |
|    | Italia (bandiera)  | A     | Claudio Gallicchio     |
|    | Nigeria (bandiera) | A     | Ibekwe Kelechi Francis |
|    | Italia (bandiera)  | A     | Armando Marozzi        |
|    | Italia (bandiera)  | A     | Valerio Mastrelli      |
|    | Serbia (bandiera)  | A     | Aljmr Murati           |
|    | Italia (bandiera)  | A     | Andrea Sivilla         |
|    | Italia (bandiera)  | A     | Ferdinando Verrechia   |
|    | Italia (bandiera)  | A     | Armando Visconti       |

## Calciomercato

### Sessione estiva
| Acquisti | Acquisti               | Acquisti          | Acquisti   |
| R.       | Nome                   | da                | Modalità   |
| -------- | ---------------------- | ----------------- | ---------- |
| P        | Claudio Furlan         | Legnano           | definitivo |
| D        | Antonio Barbato        | Potenza           | definitivo |
| D        | Vittorio Ciarlariello  | Olympia Agnonese  | definitivo |
| D        | Stefano Di Fiordo      | Atletico Roma     | definitivo |
| D        | Francesco Giusti       | Lanciano          | prestito   |
| D        | Donato Posillipo       | Foggia            | definitivo |
| D        | Pierluigi Scudieri     | Matera            | definitivo |
| C        | Francesco Agresta      | Salernitana       | definitivo |
| C        | Daniele Cacciaglia     | Pro Vasto         | definitivo |
| C        | Emanuele Calamaio      | Ariano Irpino     | definitivo |
| C        | Andrea Cammarota       | Gela              | definitivo |
| C        | Giacomo Chiazzolino    | Parma             | definitivo |
| C        | Enea Coppola           | Matera            | definitivo |
| C        | Matteo Monti           | Castel San Pietro | definitivo |
| A        | Manuel Conversi        | Sambiase          | definitivo |
| A        | Pereira Sergio Cruz    | Sangiovannese     | definitivo |
| A        | Kelechi Francis Ibekwe | Paganese          | definitivo |
| A        | Armando Marozzi        | Sangiustese       | definitivo |
| A        | Valerio Mastrelli      | Biaschesi         | definitivo |
| A        | Almir Murati           | Potenza           | definitivo |
| A        | Andrea Sivilla         | Isernia           | definitivo |
| A        | Ferdinando Verecchia   | Benevento         | definitivo |
| A        | Armando Visconti       | Bari              | prestito   |

| Cessioni | Cessioni            | Cessioni           | Cessioni      |
| R.       | Nome                | a                  | Modalità      |
| -------- | ------------------- | ------------------ | ------------- |
| P        | Mirko Trinchera     | Zagarolo           | definitivo    |
| D        | Alfonso De Feo      | Forza e Coraggio   | definitivo    |
| D        | Mario Follera       | Sant'Antonio Abate | definitivo    |
| D        | Pierpaolo Troisi    | Capriatese         | definitivo    |
| C        | Osvaldo Casapulla   | Battipagliese      | definitivo    |
| C        | Ermanno Cordua      | Casertana          | definitivo    |
| C        | Josef De Santis     | Ischia             | definitivo    |
| C        | Domenico Ferrantino | Scafatese          | definitivo    |
| C        | Renato Ricci        | Avellino           | Fine prestito |
| A        | Emanuele Alessandrì | Sapri              | definitivo    |
| A        | Antonio Castiello   | Cittanovese        | definitivo    |
| A        | Francesco Covelli   | Sambenedettese     | definitivo    |
| A        | Stephan Coquin      | Battipagliese      | definitivo    |
| A        | Jacopo Murano       | Taranto            | definitivo    |

### Sessione invernale
| Acquisti | Acquisti          | Acquisti    | Acquisti   |
| R.       | Nome              | da          | Modalità   |
| -------- | ----------------- | ----------- | ---------- |
| P        | Alberto Marcato   | Portogruaro | definitivo |
| C        | Marco Serbatoli   | Ravenna     | definitivo |
| A        | Pietro Balistreri | Ternana     | definitivo |

| Cessioni | Cessioni          | Cessioni    | Cessioni   |
| R.       | Nome              | a           | Modalità   |
| -------- | ----------------- | ----------- | ---------- |
| P        | Claudio Furlan    | Portogruaro | definitivo |
| C        | Enea Coppola      | Turris      | definitivo |
| A        | Valerio Mastrelli | Parma       | definitivo |

## Risultati

### Lega Pro Seconda Divisione

#### Girone di andata
| Arbitro: | Vallesi (Ascoli Piceno) |

|  |           |            |
|  | Marcatori | 65’ Grieco |

| Arbitro: | De Meo (Foggia) |

|                             |           |  |
| Torcivia 40’ Longobardi 50’ | Marcatori |  |

| Arbitro: | Borriello (Mantova) |

|            |           |             |
| Murati 38’ | Marcatori | 57’ De Luca |

| Arbitro: | Vallorani (San Benedetto del Tronto) |

|             |           |           |
| Moscelli 2’ | Marcatori | 4’ Murati |

| Arbitro: | Di Stefano (Alghero) |

|  |           |                  |
|  | Marcatori | 45+1’ Morbidelli |

| Arbitro: | Lo Castro (Catania) |

|                |           |  |
| Zappacosta 18’ | Marcatori |  |

| Arbitro: | Marini (Roma) |

|  |           |               |
|  | Marcatori | 83’ Ficarotta |

| Arbitro: | Affinito (Frattamaggiore) |

|                   |           |                     |
| Grillo 42’ (rig.) | Marcatori | 48’ (rig.) Visconti |

| Arbitro: | Fogliano (Perugia) |

|           |           |  |
| Monti 42’ | Marcatori |  |

| Arbitro: | Adduci (Paola) |

|                   |           |               |
| Guazzo 90’ (rig.) | Marcatori | 80’ Posillipo |

| Arbitro: | Brasi (Seregno) |

|  |           |            |
|  | Marcatori | 16’ Polani |

| Arbitro: | Todaro (Palermo) |

|                   |           |                              |
| Biondi 76’ (rig.) | Marcatori | 29’ Chiazzolino 50’ Scudieri |

| Arbitro: | Zivelli (Torre Annunziata) |

|              |           |  |
| Visconti 39’ | Marcatori |  |

| Arbitro: | Petroni (Roma) |

|                           |           |  |
| Iannelli 33’ Proietti 58’ | Marcatori |  |

| Arbitro: | Soricaro (Barletta) |

|              |           |            |
| Visconti 24’ | Marcatori | 4’ Millesi |

#### Girone di ritorno
| Arbitro: | Greco (Lecce) |

|              |           |  |
| Ercolano 88’ | Marcatori |  |

| Arbitro: | Dei Giudici (Latina) |

|                       |           |              |
| Balistreri 27’ (rig.) | Marcatori | 30’ Moxedano |

| Arbitro: | Magno (Catania) |

|                |           |           |
| Rondinelli 58’ | Marcatori | 8’ Murati |

| Arbitro: | Bindoni (Venezia) |

|                            |           |                                                   |
| Balistreri 39’ (rig.), 60’ | Marcatori | 6’ Matarazzo 27’ (rig.) Conte 44’ (aut.) Maglione |

| Arbitro: | Taioli (Cesena) |

|                   |           |                          |
| Marano 83’ (rig.) | Marcatori | 2’ Balistreri 70’ Murati |

| Arbitro: | Spinelli (Terni) |

|                 |           |           |
| Chiazzolino 35’ | Marcatori | 79’ Caira |

| Arbitro: | Zappatore (Taranto) |

|                           |           |           |
| Barraco 6’ Ficarrotta 24’ | Marcatori | 2’ Todino |

| Arbitro: | Zeoli (Napoli) |

|           |           |  |
| Monti 28’ | Marcatori |  |

| Arbitro: | Giorgetti (Cesena) |

|              |           |                       |
| Giannone 48’ | Marcatori | 71’ (rig.) Balistreri |

| Arbitro: | Donati (Ravenna) |

|                                 |           |               |
| Monti 38’ Balistreri 52’ (rig.) | Marcatori | 47’ El Harchi |

| Arbitro: | Todaro (Palermo) |

|                                  |           |  |
| Tortolano 44’ (rig.) Mancosu 65’ | Marcatori |  |

| Arbitro: | Verdenelli (Foligno) |

|                                         |           |               |
| Minadeo 73’ Ibekwe 78’ Balistreri 90+2’ | Marcatori | 4’ Santaguida |

| Arbitro: | D'Angelo (Ascoli Piceno) |

|                            |           |                     |
| Cucciniello 1’ Valerio 20’ | Marcatori | 10’, 59’ Balistreri |

| Arbitro: | Marini (Roma) |

|                |           |             |
| Balistreri 20’ | Marcatori | 3’ Di Nauta |

| Arbitro: | Brasi (Seregno) |

|                                         |           |                |
| De Angelis 18’ Millesi 32’ Vicentin 42’ | Marcatori | 16’ Balistreri |

### Coppa Italia Lega Pro

#### Fase a gironi
| 14 agosto 2010 1ª giornata |  | – Il Campobasso riposa |  |  |

| Arbitro: | Maresca (Napoli) |

|             |           |             |
| Sivilla 83’ | Marcatori | 40’ Improta |

| Chieti 25 agosto 2010, ore 17:00 CEST 3ª giornata | Chieti           | 0 – 0 referto | Campobasso | Stadio Guido Angelini (300 spett.)\| Arbitro: \| Panico (Cassino) \| |
| Arbitro:                                          | Panico (Cassino) |               |            |                                                                      |

| Arbitro: | Aloisi (Avezzano) |

|             |           |  |
| Visconti 2’ | Marcatori |  |

| Arbitro: | Strocchia (Nola) |

|                  |           |          |
| Shiba 44’ (rig.) | Marcatori | 42’ Cruz |

## Statistiche

### Statistiche di squadra
| Competizione          | Punti | In casa | In casa | In casa | In casa | In casa | In casa | In trasferta | In trasferta | In trasferta | In trasferta | In trasferta | In trasferta | Totale | Totale | Totale | Totale | Totale | Totale | DR |
| Competizione          | Punti | G       | V       | N       | P       | Gf      | Gs      | G            | V            | N            | P            | Gf           | Gs           | G      | V      | N      | P      | Gf     | Gs     | DR |
| --------------------- | ----- | ------- | ------- | ------- | ------- | ------- | ------- | ------------ | ------------ | ------------ | ------------ | ------------ | ------------ | ------ | ------ | ------ | ------ | ------ | ------ | -- |
| Seconda Divisione     | 30    | 15      | 5       | 5       | 5       | 15      | 14      | 15           | 2            | 6            | 7            | 13           | 22           | 30     | 7      | 11     | 12     | 28     | 36     | -8 |
| Coppa Italia Lega Pro | 6     | 2       | 1       | 1       | 0       | 2       | 1       | 2            | 0            | 2            | 0            | 1            | 1            | 4      | 1      | 3      | 0      | 3      | 2      | +1 |
| Totale                |       | 17      | 6       | 6       | 5       | 17      | 15      | 17           | 2            | 8            | 7            | 14           | 23           | 34     | 8      | 14     | 12     | 31     | 38     | -7 |

### Statistiche dei giocatori
| Giocatore       | Seconda Divisione | Seconda Divisione | Seconda Divisione | Seconda Divisione | Coppa Italia Lega Pro | Coppa Italia Lega Pro | Coppa Italia Lega Pro | Coppa Italia Lega Pro | Totale   | Totale | Totale      | Totale     |
| Giocatore       | Presenze          | Reti              | Ammonizioni       | Espulsioni        | Presenze              | Reti                  | Ammonizioni           | Espulsioni            | Presenze | Reti   | Ammonizioni | Espulsioni |
| --------------- | ----------------- | ----------------- | ----------------- | ----------------- | --------------------- | --------------------- | --------------------- | --------------------- | -------- | ------ | ----------- | ---------- |
| F. Agresta      | 15                | 0                 | 4                 | 0                 | 0                     | 0                     | 0                     | 0                     | 15       | 0      | 4           | 0          |
| M. Ascani       | 12                | -15               | 2                 | 0                 | 2                     | -1                    | ?                     | ?                     | 14       | -16    | 2+          | 0+         |
| P. Balistreri   | 13                | 11                | 3                 | 0                 | -                     | -                     | -                     | -                     | 13       | 11     | 3           | 0          |
| A. Barbato      | 6                 | 0                 | 2                 | 0                 | 2                     | 0                     | ?                     | ?                     | 8        | 0      | 2+          | 0+         |
| D. Cacciaglia   | 22                | 0                 | 5                 | 0                 | 2                     | 0                     | ?                     | ?                     | 24       | 0      | 5+          | 0+         |
| E. Calamaio     | 2                 | 0                 | 0                 | 0                 | 0                     | 0                     | ?                     | ?                     | 2        | 0      | 0+          | 0+         |
| A. Cammarota    | 19                | 0                 | 4                 | 0                 | 0                     | 0                     | 0                     | 0                     | 19       | 0      | 4           | 0          |
| R. Capitani     | 1                 | 0                 | 0                 | 0                 | 0                     | 0                     | 0                     | 0                     | 1        | 0      | 0           | 0          |
| G. Chiazzolino  | 23                | 2                 | 8                 | 1                 | 3                     | 0                     | ?                     | ?                     | 26       | 2      | 8+          | 1+         |
| E. Coppola      | 2                 | 0                 | 0                 | 0                 | 2                     | 0                     | ?                     | ?                     | 4        | 0      | 0+          | 0+         |
| S. Cruz Pereira | 4                 | 0                 | 0                 | 0                 | 3                     | 1                     | ?                     | ?                     | 7        | 1      | 0+          | 0+         |
| C. De Falco     | 2                 | 0                 | 0                 | 0                 | 1                     | 0                     | ?                     | ?                     | 3        | 0      | 0+          | 0+         |
| M. De Souza     | 1                 | 0                 | 0                 | 0                 | 0                     | 0                     | 0                     | 0                     | 1        | 0      | 0           | 0          |
| S. Di Fiordo    | 23                | 0                 | 0                 | 1                 | 1                     | 0                     | ?                     | ?                     | 24       | 0      | 0+          | 1+         |
| A. Fazio        | 8                 | 0                 | 0                 | 0                 | 3                     | 0                     | ?                     | ?                     | 11       | 0      | 0+          | 0+         |
| C. Furlan       | 15                | -15               | 2                 | 0                 | 2                     | -1                    | ?                     | ?                     | 17       | -16    | 2+          | 0+         |
| C. Gallicchio   | 6                 | 0                 | 1                 | 0                 | 0                     | 0                     | 0                     | 0                     | 6        | 0      | 1           | 0          |
| G. Gennarelli   | 4                 | 0                 | 0                 | 1                 | 2                     | 0                     | ?                     | ?                     | 6        | 0      | 0+          | 1+         |
| F. Ibekwe       | 16                | 1                 | 2                 | 1                 | 0                     | 0                     | 0                     | 0                     | 16       | 1      | 2           | 1          |
| U. Maglione     | 24                | 0                 | 3                 | 2                 | 2                     | 0                     | ?                     | ?                     | 26       | 0      | 3+          | 2+         |
| A. Marcato      | 3                 | -6                | 0                 | 0                 | -                     | -                     | -                     | -                     | 3        | -6     | 0           | 0          |
| A. Marozzi      | 4                 | 0                 | 0                 | 0                 | 1                     | 0                     | ?                     | ?                     | 5        | 0      | 0+          | 0+         |
| V. Mastrelli    | 0                 | 0                 | 0                 | 0                 | 0                     | 0                     | 0                     | 0                     | 0        | 0      | 0           | 0          |
| A. Minadeo      | 19                | 1                 | 1                 | 1                 | 3                     | 0                     | ?                     | ?                     | 22       | 1      | 1+          | 1+         |
| M. Monti        | 27                | 3                 | 6                 | 1                 | 2                     | 0                     | ?                     | ?                     | 29       | 3      | 6+          | 1+         |
| A. Murati       | 25                | 4                 | 2                 | 0                 | 1                     | 0                     | ?                     | ?                     | 26       | 4      | 2+          | 0+         |
| D. Posillipo    | 19                | 1                 | 9                 | 0                 | 3                     | 1                     | ?                     | ?                     | 22       | 2      | 9+          | 0+         |
| P. Scudieri     | 24                | 1                 | 7                 | 2                 | 3                     | 0                     | ?                     | ?                     | 27       | 1      | 7+          | 2+         |
| L. Sebartoli    | 4                 | 0                 | 0                 | 0                 | -                     | -                     | -                     | -                     | 4        | 0      | 0           | 0          |
| A. Sivilla      | 25                | 0                 | 0                 | 0                 | 3                     | 1                     | ?                     | ?                     | 28       | 1      | 0+          | 0+         |
| G. Todino       | 30                | 1                 | 0                 | 0                 | 3                     | 0                     | ?                     | ?                     | 33       | 1      | 0+          | 0+         |
| P. Verecchia    | 1                 | 0                 | 0                 | 0                 | 2                     | 0                     | ?                     | ?                     | 3        | 0      | 0+          | 0+         |
| A. Visconti     | 19                | 3                 | 2                 | 0                 | 4                     | 1                     | ?                     | ?                     | 23       | 4      | 2+          | 0+         |